# Uloborus umboniger
Uloborus umboniger là một loài nhện trong họ Uloboridae.
Loài này thuộc chi Uloborus. Uloborus umboniger được Wladislaus Kulczynski miêu tả năm 1908.